# Međuamerička masonska konfederacija
Međuamerička masonska konfederacija (španj. Confederación Masónica Interamericana, engl. Inter-American Masonic Confederation; port. Confederação Maçônica Interamericana), skraćeno CMI, je međunarodna slobodnozidarska i nevladina organizacija koja okuplja 94 velike lože raspoređene u 26 zemalja Južne, Srednje i Sjeverne Amerike, Kariba i Europe koje pripadaju regularnom ustroju.

## Povijest
Međuamerička masonska konfederacija osnovana je 14. travnja 1947. godine, okupljajući 44 velike lože iz raznih zemalja Amerike. Prvi skup ove konfederacije bio je 1947. godine u Montevideu.
Konfederacija je 9. svibnja 2008. godine u Washingtonu potpisala sporazum o edukativnoj suradnji s Organizacijom američkih država (OEA / OAS) s ciljem promocije i provedbe mjera za obrazovanje o demokratskim vrijednostima i ljudskim pravima. Četrnaest godina kasnije, 15. ožujka 2022., ove dvije organizacije su potpisale sporazum o suradnji kako bi ojačali zajednički rad u korist slobode, jednakosti i demokracije na Američkom kontinentu.
U veljači 2023. godine delegacija Konfederacije je posjetila Narodnu skupštinu Venezuele u Caracasu.

## Ustroj
Sjedište Međuameričke masonske konfederacije je u Washingtonu, Sjedinjene Američke Države.

### Članstvo
Konferedacija u 2024. godini okuplja 94 členice podijeljene u pet područja, tj. zona:
Prva zona – Meksiko
- Velika loža države Baja California
- Velika loža "Guadalupe Victoria" Države Durango[UGLE 1]
- Velika loža "Kozmos" Države Chihuahua[UGLE 1]
- Velika loža "Benito Juárez" Države Coahuila[UGLE 1]*
- Velika loža Države Hidalgo[UGLE 1]
- Velika loža Države Nuevo León
- Velika loža "Benito Juárez" Države Oaxaca[UGLE 1]
- Velika loža suverene i neovisne Države San Luis Potosi
- Velika loža Države Querétaro[UGLE 1]
- Velika loža Države "Andrés Quintana Roo"[UGLE 1]
- Velika loža "Pacifik" Države Sonora[UGLE 1]
- Velika loža Države Sinaloa[UGLE 1]
- Velika loža Države Tabasco "Restauracija"[UGLE 1]
- Velika loža Države Nayarit[UGLE 1]
- Velika loža Michoacána "Lazaro Cardenas"[UGLE 1]
- Velika loža "Zapadni Meksiko" Države Jalisco
- Regularna i konfederativa velika loža Države Chiapas[UGLE 1]
- Velika loža "Jugozapad" Države Colima[UGLE 1]
- Velika loža doline Meksika[UGLE 2]
- Ujedinjena meksička velika loža u Velikom orijentu Veracruza
- Velika loža Države Tamaulipas
- Ujedinjena velika loža "Istočni poluotok" Države Yucatán[UGLE 1]
- Velika loža Države Baja California Sur[UGLE 1]
- Velika loža "Jesús González Ortega" Države Zacatecas[UGLE 1]
- Velika loža "Časna vojska orijenta" Države Puebla

Druga zona – Karibi i Francuska
- Velika loža Kube
- Nacionalna velika loža Francuske
- Veliki orijent Haitija 1824.
- Velika loža Portorika
- Velika loža Dominikanske Republike

Treća zona – Srednja Amerika i SAD
- Velika loža Kostarike
- Velika loža Cuscatlana u Salvadoru
- Velika loža Gvatemale
- Velika loža Hondurasa
- Velika loža Nikaragve[UGLE 2]
- Velika loža Paname
- Velika loža Distrikta Columbia
- Velika loža New Jerseyja
- Velika loža Države New York

Četvrta zona – Velika Kolumbija
- Velika loža Ekvadora
- Velika ekvinocijska loža Ekvadora[UGLE 2]
- Nacionalna velika loža Kolumbije[a]
- Velika loža Kolumbije[b]
- Zapadna velika loža Kolumbije[c]
- Najuzvišenija nacionalna velika loža Kolumbije[d]
- Orijentalna velika loža Kolumbije "Francisco de Paula Santander"
- Velika loža Anda[e]
- Velika loža "Benjamin Herrera"
- Velika loža Córdobe[UGLE 2]
- Velika loža Republike Venezuele

Peta zona – Brazil
- Velika loža Amapá
- Velika loža Amazonas
- Velika loža Države Acre
- Velika loža Brazilskog federalnog distrikta
- Velika loža Države Espírito Santo
- Velika loža Države Goiás
- Velika loža Države Mato Grosso Do Sul
- Velika loža Mato Grosso
- Velika loža Države Minas Gerais
- Velika loža Države Parana
- Velika loža Pará
- Velika loža Pernambuco
- Velika loža Države Rio Grande do Sul
- Velika loža Države Roraima
- Velika loža Države Rondônije
- Velika loža Santa Catarina
- Velika loža Države Tocantins
- Veliki orijent Bahia[UGLE 2]
- Veliki orijent Paraiba [UGLE 2]
- Veliki orijent Države Maranhão[UGLE 2]
- Veliki orijent Mato Grosso
- Veliki orijent Mato Grosso Do Sul
- Veliki orijent Minas Gerais[UGLE 2]
- Veliki orijent Parane
- Veliki orijent Paulista
- Veliki orijent Rio Grande do Norte
- Veliki orijent Države Rio Grande do Sul
- Veliki orijent Rio de Janeiro[UGLE 2]
- Veliki orijent Santa Catarina[UGLE 2]
- Neovisni veliki orijent Pernambuco[UGLE 2]
- Veliki orijent Amazonasa[UGLE 2]
- Veliki orijent Piaui[UGLE 2]
- Veliki orijent Goiás[UGLE 2]

Šesta zona – Južna Amerika i Europa
- Velika loža Argentine
- Velika loža Bolivije
- Veliki orijent Brazila
- Velika loža Čilea
- Velika loža Španjolske
- Simbolička velika loža Paragvaja
- Velika loža Perua
- Legalna/Regularna velika loža Portugala
- Velika loža slobodnog zidarstva Urugvaja
- Veliki orijent Italije